# Bernwieser Bach
Der Bernwieser Bach ist ein linker Zufluss der Rottach im oberbayerischen Landkreis Bad Tölz-Wolfratshausen.
Er entsteht beim Weiler Heigl der Gemeinde Königsdorf an der Kläranlage und fließt zunächst etwa ostsüdostwärts in Richtung auf den Weiler Bernwies der Gemeinde Bad Heilbrunn und den dortigen, zur Loisach hin entwässernden Buchner Weiher zu. Kurz bevor er beide erreicht, schlägt er einen Bogen nach links und verläuft dann in einem abschnittsweise schnurgeraden Graben nordostwärts, bis er gegenüber dem Gemeindegebiet von Wackersberg an deren anderem Ufer in die mittlere Rottach mündet.